# Predrag Matić
Predrag Fred Matić (Požega, 2. lipnja 1962. – Zagreb, 23. kolovoza 2024.) bio je hrvatski branitelj, ministar branitelja u dvanaestoj Vladi Republike Hrvatske, zastupnik u Hrvatskom saboru te zastupnik u Europskom parlamentu.

## Životopis
Rođen je u Požegi te je osnovnu i srednju školu završio u Borovom Naselju. 1986. godine završava dvogodišnji studij na Pedagoškom fakultetu u Osijeku i stječe zvanje nastavnika razredne nastave. Do 1990. je radio u osnovnim školama u Vukovaru kada otvara privatno poduzeće. 1991. se priključuje braniteljima u Vukovaru na Trpinjskoj cesti. Nakon rata biva zatočen u tri srbijanska logora. Od 1994. do 1998. šef je Ureda općih poslova u Kabinetu načelnika Glavnog stožera Oružanih snaga. Od 2000. do 2004. postaje glasnogovornik tog istog Stožera. 2000. godine postaje savjetnik tadašnjoj ministrici Jadranki Kosor. Od 2008. do 2010. bio je vanjski član saborskog Odbora za branitelje, a od 2010. savjetnik predsjednika Ive Josipovića za branitelje. 2011. postaje ministar branitelja.
2019. godine dodaje si drugo ime Fred "zbog prepoznatljivosti u europskom parlamentu pod tim imenom".
Preminuo je u Zagrebu 23. kolovoza 2024. zbog komplikacija sa žuči.

## Publikacije
- Ništa lažno; ratni roman o obrani Vukovara i zatočeništvu u logorima[2]

## Nagrade i odlikovanja
- Red kneza Domagoja s ogrlicom
- Red Nikole Šubića Zrinskog
- Red hrvatskog križa
- Red hrvatskog trolista
- Red hrvatskog pletera
- Spomenica Domovinskog rata
- Spomenica domovinske zahvalnosti
- Medalja Oluja[2]